# Eishockeynationalmannschaft des Protektorats Böhmen und Mähren
Die Eishockeynationalmannschaft des Protektorats Böhmen und Mähren vertrat 1940 das Protektorat Böhmen und Mähren in mehreren Spielen im Eishockey.

## Geschichte
Im Januar und Februar 1940 (im Rahmen der Internationalen Wintersportwoche 1940) bestritt die Nationalmannschaft des Protektorats Böhmen und Mähren insgesamt sechs Freundschaftsspiele gegen Länder, die zu diesem Zeitpunkt entweder von Deutschland besetzt oder mit Deutschland verbündet waren. In diesen Spielen erreichte die Nationalmannschaft von Böhmen und Mähren fünf Siege bei nur einem einzigen Unentschieden (ein 1:1 gegen Ungarn).

## Ergebnisse
- 11. Januar 1940: Böhmen und Mähren – Deutschland 5:1
- 1. Februar 1940: Böhmen und Mähren – Slowakei 12:0
- 3. Februar 1940: Böhmen und Mähren – Italien 5:0
- 4. Februar 1940: Böhmen und Mähren – Ungarn 6:0
- 6. Februar 1940: Böhmen und Mähren – Ungarn 1:1
- 7. Februar 1940: Böhmen und Mähren – Ungarn 2:1